# Glochidion subfalcatum
Glochidion subfalcatum är en emblikaväxtart som beskrevs av Adolph Daniel Edward Elmer. Glochidion subfalcatum ingår i släktet Glochidion och familjen emblikaväxter.

## Underarter
Arten delas in i följande underarter:
- G. s. nitidum
- G. s. subfalcatum